# Хинголи
Хинголи (англ. Hingoli) — город в индийском штате Махараштра. Административный центр округа Хинголи. Средняя высота над уровнем моря — 456 м. По данным всеиндийской переписи 2001 года, в городе проживало 69,552 человека, из которых мужчины составляли 51%, женщины — 49%. Уровень грамотности населения — составлял 67% (при общеиндийском показателе 59.5 %). 15% населения было моложе 6 лет.